# Меморијални природни споменик
Меморијални природни споменик је категорија заштићеног природног добра која је постојала у Србији до промене Закона о заштити природе 2009. године. Меморијални природни споменик је појединачни објекат природне целине или простори посебних природних вредности који се односе на поједине историјске или легендарне догађаје.

## Списак меморијалних природних споменика у Србији
У Србији постоји 37 заштићених подручја у овој категорији. Најстарији је Меморијални природни споменик Легет, проглашен 1964. године.
| ИД    | Слика | Назив | Општине/Градови     | Рег. | Локација                                                    | Прогл. | Површ. (ha\|ac\|m2) | ИУЦН катег. | Напомена                     |
| ----- | ----- | --- | ------------------- | ---- | ----------------------------------------------------------- | ------ | ------------------- | ----------- | ---------------------------- |
| МПС01 |       | Меморијални природни споменик Легет                                                                       | Сремска Митровица   | В    | 44° 55′ 42″ С; 19° 40′ 21″ И / 44.928211° С; 19.6725867° И  | 1964.  | 1\|19\|00           | -           |                              |
| МПС02 |       | Меморијални природни споменик Спомен парк Црни врх                                                        | Пећ                 | КМ   | 42° 41′ 04″ С; 20° 16′ 09″ И / 42.6844188° С; 20.2692204° И | 1977.  | 112\|56\|00         | -           |                              |
| МПС03 |       | Меморијални природни споменик Високи Дечани                                                               | Дечани              | КМ   | 42° 32′ 47″ С; 20° 15′ 56″ И / 42.5464304° С; 20.2654286° И | 1968.  | 15\|18\|00          | -           |                              |
| МПС04 |       | Меморијални природни споменик Део подручја села Орашац                                                    | Аранђеловац         | ШЗС  | 44° 19′ 59″ С; 20° 35′ 07″ И / 44.3330718° С; 20.5851722° И | 1970.  | 39\|36\|71          | -           |                              |
| МПС05 |       | Меморијални природни споменик Таковски грм                                                                | Горњи Милановац     | ШЗС  | 44° 02′ 53″ С; 20° 22′ 25″ И / 44.0481137° С; 20.3735416° И | 1972.  | 10\|29\|60          | -           |                              |
| МПС06 |       | Меморијални природни споменик Љубић                                                                       | Чачак               | ШЗС  | 43° 54′ 52″ С; 20° 22′ 01″ И / 43.9143468° С; 20.3669929° И | 1973.  | 2\|12\|80           | -           |                              |
| МПС07 |       | Меморијални природни споменик Кадињача                                                                    | Ужице, Бајина Башта | ШЗС  | 43° 54′ 42″ С; 19° 44′ 30″ И / 43.911653° С; 19.741798° И   | 1973.  | 52\|77\|61          | -           |                              |
| МПС08 |       | Меморијални природни споменик Мачков камен                                                                | Љубовија            | ШЗС  | 44° 19′ 43″ С; 19° 17′ 37″ И / 44.3285126° С; 19.2935105° И | 1976.  | 11\|83\|21          | -           |                              |
| МПС09 |       | Меморијални природни споменик Мијајлова јама                                                              | Деспотовац          | ШЗС  | 43° 59′ 05″ С; 21° 36′ 24″ И / 43.9847556° С; 21.606746° И  | 1978.  | 7\|74\|80           | -           |                              |
| МПС10 |       | Меморијални природни споменик Драгинац                                                                    | Лозница             | ШЗС  | 44° 30′ 17″ С; 19° 24′ 57″ И / 44.504859° С; 19.4159067° И  | 1977.  | 2\|88\|02           | -           |                              |
| МПС11 |       | Меморијални природни споменик Текериш                                                                     | Лозница             | ШЗС  | 44° 33′ 17″ С; 19° 31′ 41″ И / 44.5545931° С; 19.5280858° И | 1977.  | 0\|36\|97           | -           |                              |
| МПС12 |       | Меморијални природни споменик Бубања                                                                      | Богатић             | ШЗС  | 44° 53′ 49″ С; 19° 35′ 36″ И / 44.8969831° С; 19.5932628° И | 1976.  | 0\|84\|46           | -           |                              |
| МПС13 |       | Меморијални природни споменик Врапче брдо                                                                 | Лајковац            | ШЗС  | 44° 21′ 30″ С; 20° 12′ 10″ И / 44.3582794° С; 20.202863° И  | 1983.  | 13\|56\|69          | -           |                              |
| МПС14 |       | Меморијални природни споменик Градиште                                                                    | Рача                | ШЗС  | 44° 14′ 41″ С; 20° 54′ 33″ И / 44.2448549° С; 20.9092662° И | 1987.  | 39\|82\|20          | -           |                              |
| МПС15 |       | Меморијални природни споменик Клисура Призренске Бистрице                                                 | Призрен             | КМ   | 42° 12′ 02″ С; 20° 45′ 47″ И / 42.2005983° С; 20.7631021° И | 1976.  | 200\|00\|00         | -           |                              |
| МПС16 |       | Меморијални природни споменик Меморијални комплекс Зенељ Хајдини у селу Рамљане                           | Витина              | КМ   | 42° 22′ 24″ С; 21° 18′ 30″ И / 42.3732473° С; 21.3084437° И | 1982.  | 0                   | -           |                              |
| МПС17 |       | Меморијални природни споменик Чабрат                                                                      | Ђаковица            | КМ   | 42° 23′ 07″ С; 20° 24′ 57″ И / 42.3853236° С; 20.415727° И  | 1984.  | 64\|00\|00          | -           |                              |
| МПС18 |       | Меморијални природни споменик Спомен шумица из НОБ-е у Куштиљу                                            | Вршац               | В    | 45° 01′ 58″ С; 21° 22′ 56″ И / 45.0327666° С; 21.3821444° И | 1973.  | 2\|42\|00           | -           |                              |
| МПС19 |       | Меморијални природни споменик Старо стабло бреста                                                         | Сечањ               | В    | 45° 20′ 32″ С; 20° 42′ 30″ И / 45.3421488° С; 20.7083514° И | 1975.  | 0                   | -           |                              |
| МПС20 |       | Природни простор око непокретног културног добра Околина манастира Наупаре                                | Крушевац            | ШЗС  | 43° 28′ 41″ С; 21° 18′ 35″ И / 43.4779369° С; 21.3098417° И | 1994.  | 113\|19\|77         | -           | у оквиру ПП Велики Јастребац |
| МПС21 |       | Природни простор око непокретног културног добра Старо село у Сирогојну                                   | Чајетина            | ШЗС  | 43° 41′ 19″ С; 19° 52′ 49″ И / 43.6886974° С; 19.8803003° И | 1985.  | 25\|24\|00          | -           |                              |
| МПС22 |       | Природни простор око непокретног културног добра Манастир Манасија                                        | Деспотовац          | ШЗС  | 44° 06′ 03″ С; 21° 28′ 11″ И / 44.1007471° С; 21.4696508° И | 1986.  | 243\|68\|13         | -           |                              |
| МПС23 |       | Природни простор око непокретног културног добра Црква Св. Богородице у Куршумлији                        | Куршумлија          | ЈИС  | 43° 08′ 20″ С; 21° 17′ 27″ И / 43.1389005° С; 21.2907251° И | 1987.  | 14\|08\|78          | -           |                              |
| МПС24 |       | Природни простор око непокретног културног добра Црква Св. Николе у Куршумлији                            | Куршумлија          | ЈИС  | 43° 08′ 24″ С; 21° 16′ 37″ И / 43.1400008° С; 21.2768282° И | 1987.  | 13\|44\|89          | -           |                              |
| МПС25 |       | Природни простор око непокретног културног добра Манастир Копорин                                         | Велика Плана        | ЈИС  | 44° 18′ 56″ С; 21° 00′ 06″ И / 44.315598° С; 21.0016197° И  | 1989.  | 47\|21\|20          | -           |                              |
| МПС26 |       | Природни простор око непокретног културног добра Манастир Милешева                                        | Пријепоље           | ШЗС  | 43° 22′ 18″ С; 19° 42′ 34″ И / 43.3715556° С; 19.7094397° И | 1990.  | 289\|69\|00         | -           |                              |
| МПС27 |       | Природни простор око непокретног културног добра Гамзиград — Ромулијана                                   | Зајечар             | ЈИС  | 43° 53′ 56″ С; 22° 11′ 08″ И / 43.8988009° С; 22.1855421° И | 1990.  | 175\|91\|83         | -           |                              |
| МПС28 |       | Природни простор око непокретног културног добра Манастир Боговађа                                        | Лајковац            | ШЗС  | 44° 19′ 14″ С; 20° 10′ 58″ И / 44.3205584° С; 20.1828985° И | 1991.  | 18\|00\|83          | -           |                              |
| МПС29 |       | Природни простор око непокретног културног добра комплекс Јашуњских манастира Св. Јована и Св. Богородице | Лесковац            | ЈИС  | 43° 05′ 49″ С; 22° 02′ 52″ И / 43.0968399° С; 22.0479079° И | 1989.  | 188\|27\|35         | -           |                              |
| МПС30 |       | Природни простор око непокретног културног добра Црква брвнара Миличиница                                 | Ваљево              | ШЗС  | 44° 26′ 28″ С; 19° 41′ 27″ И / 44.4410049° С; 19.6908293° И | 1989.  | 25\|73\|81          | -           |                              |
| МПС31 |       | Природни простор око непокретног културног добра Иванковац                                                | Ћуприја             | ШЗС  | 43° 58′ 22″ С; 21° 25′ 53″ И / 43.9728859° С; 21.4314261° И | 1990.  | 74\|09\|30          | -           |                              |
| МПС32 |       | Природни простор око непокретног културног добра Манастир Љубостиња                                       | Трстеник            | ШЗС  | 43° 39′ 05″ С; 20° 59′ 51″ И / 43.6514175° С; 20.9975492° И | 1991.  | 113\|13\|54         | -           |                              |
| МПС33 |       | Природни простор око непокретног културног добра Радовањски луг                                           | Велика Плана        | ЈИС  | 44° 17′ 37″ С; 21° 01′ 40″ И / 44.2935632° С; 21.0276993° И | 1989.  | 62\|64\|34          | -           |                              |
| МПС34 |       | Природни простор око непокретног културног добра Комплекс манастира Радовашница                           | Шабац               | ШЗС  | 44° 37′ 25″ С; 19° 29′ 21″ И / 44.6236053° С; 19.4891714° И | 1992.  | 53\|92\|00          | -           | у оквиру ПИО Цер             |
| МПС35 |       | Природни простор око непокретног културног добра Граница непосредне околине Собрашица у Лужницама         | Крагујевац          | ШЗС  | 44° 06′ 28″ С; 20° 48′ 56″ И / 44.1077155° С; 20.8155587° И | 1988.  | 0\|83\|85           | -           |                              |
| МПС36 |       | Меморијални природни споменик Парк Опленац                                                                | Топола              | ШЗС  | 44° 14′ 50″ С; 20° 40′ 58″ И / 44.247223° С; 20.682783° И   | 1967.  | 83\|00\|00          | -           |                              |
| МПС37 |       | Природни простор око непокретног културног добра манастира Прохор Пчињски                                 | Бујановац           | ЈИС  | 42° 19′ 45″ С; 21° 53′ 43″ И / 42.329167° С; 21.895278° И   | 1989.  | 121\|4\|6           | -           | у оквиру ПИО Долина Пчиње    |